# Tadeusz Madziarczyk
Tadeusz Józef Madziarczyk (Prudnik; 21 de Fevereiro de 1961 — ) é um político da Polónia. Ele foi eleito para a Sejm em 25 de Setembro de 2005 com 8068 votos em 1 no distrito de Legnica, candidato pelas listas do partido Prawo i Sprawiedliwość.